# ダマスカスの戦い (2024年)
ダマスカスの戦い（ダマスカスのたたかい）は、2024年12月7日にシリア反体制派の勢力である南部作戦室がシリア南部からダマスカス郊外県に攻め入った戦い。
首都ダマスカスから20キロメートル (12 mi)付近まで反体制派は接近し、シリア軍は県にある複数の拠点から撤退した。このようなダマスカスへの進撃と同時に、シリア北部の反体制派シャーム解放機構とシリア国民軍は12月5日にホムスへの攻勢をかけ、一方、シリア自由軍は南東部からダマスカスに進攻を開始した。12月7日の深夜には、既に反体制派はダマスカス市内のバルゼ地区に入っていた。 
同日、シリア人権監視団はアサド大統領が空路でダマスカスを離れ、目的地は不明であると報じた。また、イラン国営テレビも首都からの脱出を報じた。その後、ロシア外務省が「アサド氏が辞任を決め、平和的な権限移譲を指示して出国した」とする声明を発表し、アサドがロシアへ亡命したことを明らかにした。
この戦いでの反体制派の勝利に伴い、親子2代50年にわたって続いたアサド政権は事実上崩壊した。

## 経緯
イランは12月6日未明、シリアからの人員撤退を開始。シリアに駐留していたイスラム革命防衛隊（IRGC）ゴドス軍の最高司令官も撤退、ダマスカスのイラン大使館とシリア全土のIRGC基地にイラン人の避難を命じた。避難したイラン人はレバノンとイラクへと向かった。
ホムスを占領したことで、ダマスカスはアサド政権の沿岸部の拠点であるタルトゥースとラタキアからの支援は困難となっていた。
12月7日未明までに、反体制派はダルアー県とスワイダー県の大部分を占領し、ダマスカスの占領はより近くなっていた。

2024年12月現在の軍事的状況:
シリア政府(シリア軍)
シリア政府 & ロジャヴァ自治政府 (シリア軍 & SDF)
ロジャヴァ自治政府 (SDF)
シリア暫定政府 (SNA) & トルコ占領地域
シリア救国政府 (HTS)
革命コマンド軍 & アメリカ合衆国占領地域
南部作戦室
ISIL
イスラエル軍占領地域
※より詳細な戦況マップについては、こちら（英語）も参照

## 戦闘の経過

### ダマスカス南部攻防戦
12月7日、シリア反体制派は、近隣の町を占領した後、ダマスカスを包囲していると発表した。反体制派のハサン・アブドゥルガニー司令官は、「我が軍はダマスカス包囲戦の最終段階に突入した」とコメントした。反体制派は、ダマスカス南口から20キロメートル (12 mi)離れた町アッ・サナマインを占領した後、首都包囲を本格的に開始した。
ダマスカス郊外県では、親政府軍がアサール・アル＝ワルド、ヤブルード、フリータ、アン・ナーセリーヤ、アルトゥーズの町から撤退し、反体制派勢力はダマスカスから10キロ圏内に入った。シリア政府は、シリア軍がダマスカス市近郊の基地から撤退したという一部メディアの主張を否定したが、同日夕方までに、ジャラマーナ、カタナ (シリア)、ムアッダミーヤ・アッ＝シャーム、ダーライヤ、アル・キスワ、アッ・ドゥマイル、ダルアー、メッゼ空軍基地付近など、ダマスカス郊外からシリア軍が撤退したことが判明した。
シリア人権監視団によると、シリア反体制派はダマスカス郊外のジャラマーナ、ムアッダミーヤ・アッ＝シャーム、ダーライヤなどを占領したのち、東部からハラスタに向かって進軍した。反体制派下に置かれたジャラマーナでは民衆によってハーフィズ・アル＝アサドの銅像が撤去された。また反体制派が占領していない都市でも大規模なデモが数件発生し、シリア軍が撤退するなどした。 12月8日未明、シリア人権監視団は、ダマスカス空港からプライベート便が離陸した後、アサド政権が崩壊したと上官から報告を受けシリア軍が解散したと報じた。
英紙『ガーディアン』によると、ダマスカスの路上で軍服を脱ぐシリア軍の映像が流れた。反政府武装組織シャーム解放機構（HTS）は、アサド政権による独裁の象徴とされたサイドナヤ刑務所から、多くの政治犯が解放されたと発表した。
AP通信の記者は、「ダマスカス郊外の道路沿いで武装した住民がおり、市の主要な警察署はほぼ機能していない」と報告した。その他AP通信は同記事内で、市の中心部の広場では戦車が走行しており、モスクからは「神は偉大なり」という声が聞こえたと報じた。親政府系メディアのシャームFMラジオは、ダマスカス空港は一時的に閉鎖され、すべてのフライトが停止したと報じた。
サウジアラビアのメディアであるアル・ハダスは、市内のシリア軍兵はダマスカス空港から撤退したと報道した。

### シリア北部での攻勢
南部作戦室がダマスカス近郊に侵攻する一方、シリア自由軍はパルミラを制圧した後（パルミラ攻勢 (2024年)）、シリア北部から首都に迫っていることが報告された。
夜、反体制派は、ダマスカスの政府高官と軍幹部の一部が反体制派に寝返ろうとしていると発表した。

## 直ぐに首都陥落した原因
川上泰徳は、以下のように推察している：
- まず前提として、アサドは少数派であるアラウィー派が支持母体である。そして、アラウィー派の本拠地はラタキアにあった。
- ホムスはラタキアとダマスカスを結ぶ重要な都市であるが、形勢逆転後ホムスが陥落する可能性を見て、大統領府などに駐在するアラウィー派兵は故郷ラタキアに向かっていった。
- そして予想通りホムスは陥落。この時点で故郷に結集したアラウィー派はもうダマスカスには戻れなくなっていた。
- ダマスカスに反乱軍が到着。アラウィー派精鋭部隊はすでにダマスカスにおらず、攻防もなくあっけなく陥落した。

ほか六辻彰二はロシアやイランのシリア支援が手薄になっていたことを指摘している（ロシアは物資を宇露戦争に投入、イランは2023年イスラエルとヒズボラの紛争などで人員を割いている）。

## バッシャール・アル＝アサドの行方
シリアの国営メディアは、バッシャール・アル＝アサドがダマスカスから逃亡したという疑惑を否定し、それを 「噂で、偽のニュースである」とした。ある事情通は、アサド大統領がダマスカス市内のうち、よく居座る場所のどこにもアサド大統領の姿はなかったと述べた。加えてアサド大統領のシークレットサービスは、大統領邸宅にいなかった。2024年12月7日現在、アサド大統領の居場所に関する確かな情報はなく、反体制派はアサド大統領の消息を探っている。その後、シリアの上級将校たちは、アサドがダマスカスから目的地不明の飛行機で逃走したとCNNに語った。
その後、ロシア外務省が「アサド氏が辞任を決め、平和的な権限移譲を指示して出国した」とする声明を発表し、アサドがロシアへ亡命したことを明らかにした。

## 反応
- アフガニスタン: ターリバーン政権は、アサド政権が「シリア内戦とシリア内政不安定化の原因である」として、シャーム解放機構を祝福した[33]。
- カナダ: ジャスティン・トルドー首相は、アサド政権の崩壊は「何十年にもわたる残忍な抑圧を終わらせる」と述べた上で、動向を注意深く監視していると述べた[34]。
- 中国: 中国外務省は、「シリア情勢の動向を注視しており、シリアができるだけ早く安定を取り戻すことを望んでいる」と述べ、すべての当事者に対し、シリアの中国国民の安全を確保するよう促した[35]。
- 欧州連合: EUのカヤ・カッラス外相は、アサド政権の崩壊を「前向きで待望の進展」と呼び、地域の閣僚と緊密に連絡を取り合っていると述べた。ただ、シリアの再建は「長く複雑」になると強調した[36]。
- フランス: エマニュエル・マクロン大統領はソーシャルメディアで「野蛮な国家は崩壊した。私はシリアの人々の勇気、忍耐力に敬意を表す」と投稿した。その後フランスは中東の安全保障に引き続きコミットすると付け加えた[36]。
- ドイツ: アンナレーナ・ベアボック外相は、アサド政権の崩壊を「シリアの何百万人もの人々にとって大きな安堵」と表現し、「シリアは他の過激派の手に落ちてはならない」と警告した[36]。
- インドネシア: インドネシア外務省は、2024年12月9日、ダマスカスのインドネシア大使館がシリア反政府勢力の流れ弾によって攻撃され、建物に軽微な損害が加えられたと報告した。尚、この攻撃による死傷者は報告されていない。同省は、シリアのインドネシア国民に対し、落ち着いて自宅から出ないように求めた[37]。
- イラン: 外務省は、大使館職員の退避に成功したと発表した[38]。
- ロシア: 露政府がロシア国民にシリアからの退去を呼びかけたことを受けて、ロシア大使館は、ダマスカス陥落後、大使館全職員が無事であると報告した。ロシア外務省は、「シリア反政府派の全グループと接触している」と述べたが、交渉には何の役割も果たしていない[39]。
- イギリス: キア・スターマー首相は、「シリア国民はアサドの野蛮な政権の下であまりにも長い間苦しんできた。我々は彼の退陣を歓迎する。私たちの焦点は今、政治的解決が行き渡り、平和と安定が回復することを確実にすることにある」とコメントした[40][41]。
- アメリカ合衆国: ホワイトハウスは、「バイデンと彼のチームは、シリアでのこの異常な出来事を注意深く監視し、地域のパートナーと常に連絡を取り合っている」と報告した[42]。2024年12月8日、ジョー・バイデンは、米国民に向けたテレビ演説で、「ついに、アサド政権が崩壊した。この政権は、文字通り何十万人もの罪のないのシリア人を残虐に扱い、拷問し、殺害した。政権の崩壊は、基本的な正義に基づく行動である」と述べた[43]。
- シリア（アサド政権）: シリアのムハンマド・ハーリド・アッ＝ラフムーン（英語版）内相はダマスカス陥落直前、政府の治安部隊がダマスカス周辺に 「非常に強力な軍事境界線」を作っているとし、「誰も侵入できない」と述べた[44]。
- カタール: ムハンマド・ビン・アブドゥッラフマーン・アール＝サーニー（英語版）外相は、内戦がやや落ち着いてきた時に、アサド政権はシリアの根本的な問題に対処できなかったと批判した[11]。
- 国際連合: ゲイル・オットー・ペデルセン（英語版）国連シリア担当特使は、シリアにおける「秩序ある政治的移行」と、2015年に採択された国際連合安全保障理事会決議2254（英語版）の確認のため、ジュネーブでの緊急協議を呼びかけた[11]。

## アナリシス
ロシアの政治学者アンドレイ・コルチュノフは、ダマスカスでの一連の出来事を2021年のタリバンによるカーブル陥落と比較し、アフガニスタンのアシュラフ・ガニー大統領のように、アサドはシリア人を団結させ、国民と和解することに失敗したと主張した。ジャーナリストのヴィタリー・リュムシン氏は、この比較に一定の理解を示しながらも、シリアへ行った多くの国による経済制裁と、米国とクルド人によって石油資源の支配権が喪失したことで改革は停滞してしまったと主張し、シリア政府を部分的に擁護した。また、ガニーの政治的・軍事的な疎さは明らかで、陥落は想像の範囲内だったのに対して、アサドはシリアにおける支配的権力のように見え、それが政権崩壊を「さらに信じられないもの」にしていると指摘した。